# هيكتور بارازا تشافيز
هيكتور بارازا تشافيز هو سياسي مكسيكي، ولد في 11 يونيو 1961 في ولاية سونورا في المكسيك. نشط حزبياً في حزب الثورة الديمقراطية. وقد انتخب عضو مجلس النواب المكسيك ‏.